# 愤怒的小鸟英雄传
《愤怒的小鸟英雄传》是一个由Chimera Entertainment开发、芬兰Rovio公司发行的《愤怒的小鸟》系列中的第一款采用回合战斗制的角色扮演游戏。该游戏在2014年3月17日于澳大利亞、新西兰、新加坡和加拿大的iTunes商店先行上架，然后于2014年6月12日在全球市場上架推出多國語言版本。

## 游戏模式
游戏的故事发生在猪岛上，玩家可以拖动场景，但场景是随着玩家的进度而逐渐显现的。游戏中鸟与猪与其他版本有所不同：有5颗鸟蛋，而且只有五只鸟：红鸟（Red）、黄鸟（Chuck）、白鸟（Matilda）、黑鸟（Bomb）和三只蓝鸟（Jim、Jake和Jay，统称The Blues）；雀斑猪成了波奇王子（Prince Porky），厨师猪成了法师。游戏设有等级制，等级越高，小鸟和猪的血量和攻击就越高。货币有三种：银币、金币和友谊精油。银币用来购买普通物品，金币用来购买贵重物品，友谊精油可以用来重新摇转盘或重新投骰子（锻造系统中）。

战斗画面

游戏中玩家会与猪战斗。战斗开始时，玩家可以给小鸟下达命令或选择自动战斗。玩家可以把小鸟拖动到敌人上，小鸟就会攻击敌人，敌人有可能被打倒；单击小鸟或把小鸟拖到队友身上可以启用自身支持技能；当屏幕下方的憤怒辣椒满格时，玩家可以把它拖向一只鸟，这只鸟会启用暴怒技能。当玩家给所有小鸟都下达指令之后，猪就会攻击小鸟，小鸟也有可能被打倒。猪攻击完毕后，一个回合结束，下一个回合开始，玩家继续对小鸟下达命令。玩家还可以点右上角的按钮以使用物品。若猪全部被打倒（包括正在复活的），且至少有一只鸟存活，则玩家胜利，胜利后可以摇奖获得物品。若鸟全部被打倒，则玩家失败，失败后可以获得安慰奖，如几枚银币。
游戏还设有锻造系统以及社交功能，玩家可以用已有的低级材料合成高级材料，或将已有材料合成为物品、武器或防具。材料可以在通关时或资源收集点获得。玩家取得金猪后，可以花钱或看广告摇取武器或防具。有些武器和防具能配套使用以获得额外效果。登录Rovio账号可以在云端保存进度、登录Facebook账号可以添加好友以获取友情結晶，一定时间可以免费摇取好友的金猪。

## 游戏劇情
國王猪（King Pig）要法师猪（Wiz pig）去夺取鸟蛋。当时鸟蛋由红鸟和黄鸟值守。法师猪、波奇王子和一群猪抢走了5颗鸟蛋，还把黄鸟、铁砧和金猪夺走了。小鸟们跋山涉水，途中遇到白鳥、黑鳥和藍鳥，他們经历了许多周折，途中红鸟、黄鸟和黑鸟还被猪们绑架。他们到达猪城后，夺取了五颗鸟蛋。然而法师猪准备背叛猪王，夺走了第五颗鸟蛋以及王冠。小鸟们登上猪头山，击破五个魔法屏障，然后进入法师猪的城堡。在第二波战斗中，法师猪变异，成了红色的恶魔法师猪。波奇王子前來幫助，一起對抗法师猪。最终，法師猪被波奇王子的最後一擊而战敗。紅鳥拿到了王冠，波奇王子拿到鳥蛋，两者同時交換。因此，綠豬國王拿回了王冠，小鳥也拿回第五顆鳥蛋。